# Haiden Palmer
Haiden Denise Palmer (Moreno Valley, 28 marzo 1991) è una cestista statunitense, professionista in Europa.

## Carriera
È stata selezionata dalle Indiana Fever al terzo giro del Draft WNBA 2014 (29ª scelta assoluta).